# Rishi

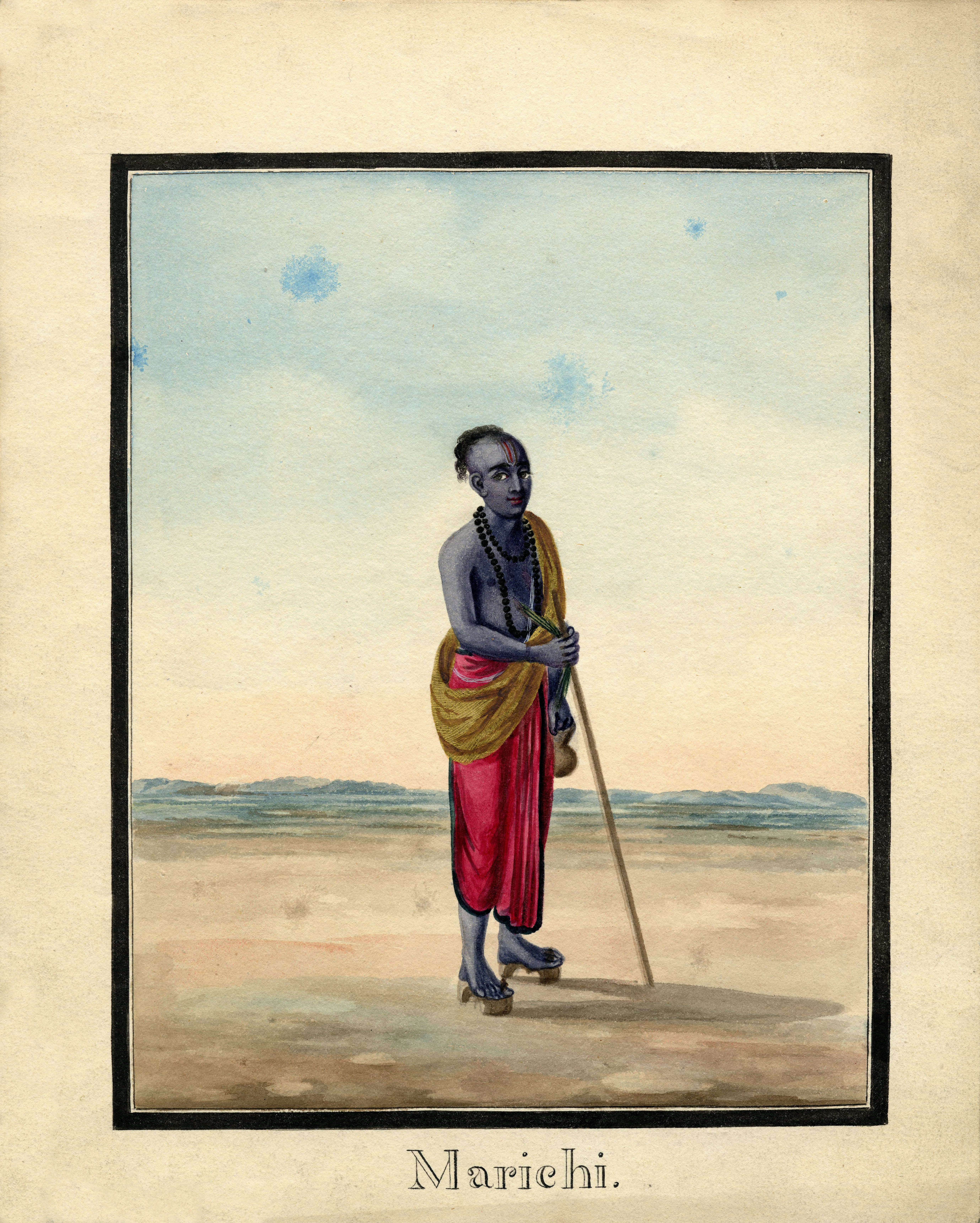
Marichi, een rishi en zoon van Brahma

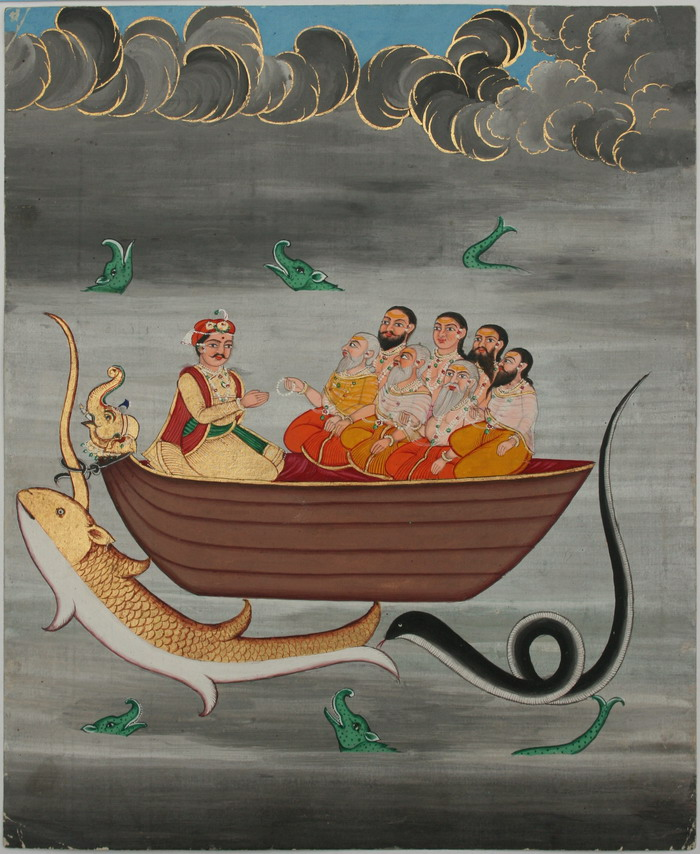
Manu en Saptarishi, 1890

Een rishi (Devanagari: ऋषि, Sanskriet: ṛṣi) is een  Indiase visionair denker of ziener. Het geldt ook als een titel zoals in maharishi: grote ziener, of iemand die grote verbanden ziet, of het groot ziet. De rishi behoort tot de brahmaanse, of pre-hindoe, of tot de huidige hindoestromingen.

## Zieners van deVeda's
Het zouden de rsi's zijn geweest aan wie de Veda's werden geopenbaard. In de Rigveda wordt zo'n 95% toegeschreven aan tien families: Angiras, Kanva, Vasishtha, Vishvamitra, Atri, Bhrigus, Kasyapa, Gritsamada, Agastya en Bharatas.
In de Rigveda is de schepping nog teweeg gebracht door het offeren van de oermens Purusa. In de Brahmana's is Prajapati de scheppergod en hij is tegelijk het offer (yajna) zelf en degene uit wiens offer de schepping plaatsvindt. Offers zijn ook essentieel voor de goden die daarmee in de hemel terecht konden komen en onsterfelijkheid (amrta) verkregen. In hun strijd met de demonen (asura) wisten de goden te winnen door hun kennis van de offers. Hierna wilden de goden verhinderen dat mensen kennis verkregen van de mantra's en offerrites en hen zo konden volgen naar de hemel. De rsi's wisten deze kennis echter te doorgronden en deelden deze in de Veda's. Zo werden offers een manier voor de mens om onsterfelijkheid te verkrijgen en om de goden te imiteren en zo de goddelijke werelden (loka's) te verkrijgen. Zo verminderde de angst voor de goden, aangezien deze nu door brahmana's met offers in toom gehouden konden worden.  
Zeven rishi's (de saptarshi) worden vaak vernoemd in de Brahmana's en latere werken. In de Shatapatha-Brahmana (14.5.2.6) zijn hun namen Gautama, Bharadvaja, Vishvamitra, Jamadagni, Vasishtha, Kashyapa en Atri. In de Mahabharata 12, daarentegen worden Marichi, Atri, Angiras, Pulaha, Kratu, Pulastya en Vasishtha genoemd.

## Categorieën van rishi's
Na de saptarshi die, volgens de Atharva Veda, door hun offer de wereld hebben vorm gegeven, zijn er in dalende lijn van afstamming ter bijkomende classificatie van wijzen:
- Brahmarshi, op wie rechtstreeks vanuit Brahman beroep wordt gedaan, de hoogste brahmanen die het brahmanisme hebben in stand geroepen en de voorvaderen van de brahmanenfamilies zijn
- Devarshi, die door hun doorgedreven ascese (tapas) zowat het stadium van de Deva's hebben bereikt
- Maharshi, de grote zieners
- Rajarshi, de koningen die door hun volgehouden ascese rishi's zijn geworden.

In de Vedische astronomie vormen de saptarshi de constellatie Ursa Maior (bv. RV 10.82.2; AV. 60.40.1).